# Sông Kiến Giang (Thái Bình)
Sông Kiến Giang là con sông đào gồm nhiều đoạn khác nhau ở khu vực nam Thái Bình .
Dòng chính nối từ sông Vĩnh Trà ở Thành phố Thái Bình, qua một số xã ở huyện Vũ Thư rồi chảy qua huyện Kiến Xương, Tiền Hải, đổ vào Sông Lân, dài 30 km. Đây là con sông quan trọng cho việc tưới tiêu đồng ruộng phía nam Thái Bình và là đường vận tải thủy quan trọng trong khu vực. Có thể nói, nó là xương sống của hệ thống thủy lợi khu nam Thái Bình. Nó có hệ thống sông ngòi, mương máng nối với sông Hồng, sông Trà Lý thông qua các cống. Hầu hết các con sông khác trong khu vực đều có mối liên hệ với sông Kiến Giang, như sông Nguyệt Lâm, Dực Dương... Sông Kiến Giang là con sông tương đối đẹp, một nơi có đôi bờ là điểm quần tụ dân cư đông đúc, trù phú, làng mạc xanh tươi.